# جیندرا
جیندرا (به انگلیسی: Jindera) یک شهرک در استرالیا است که در نیو ساوت ولز واقع شده‌است.

## نگارخانه

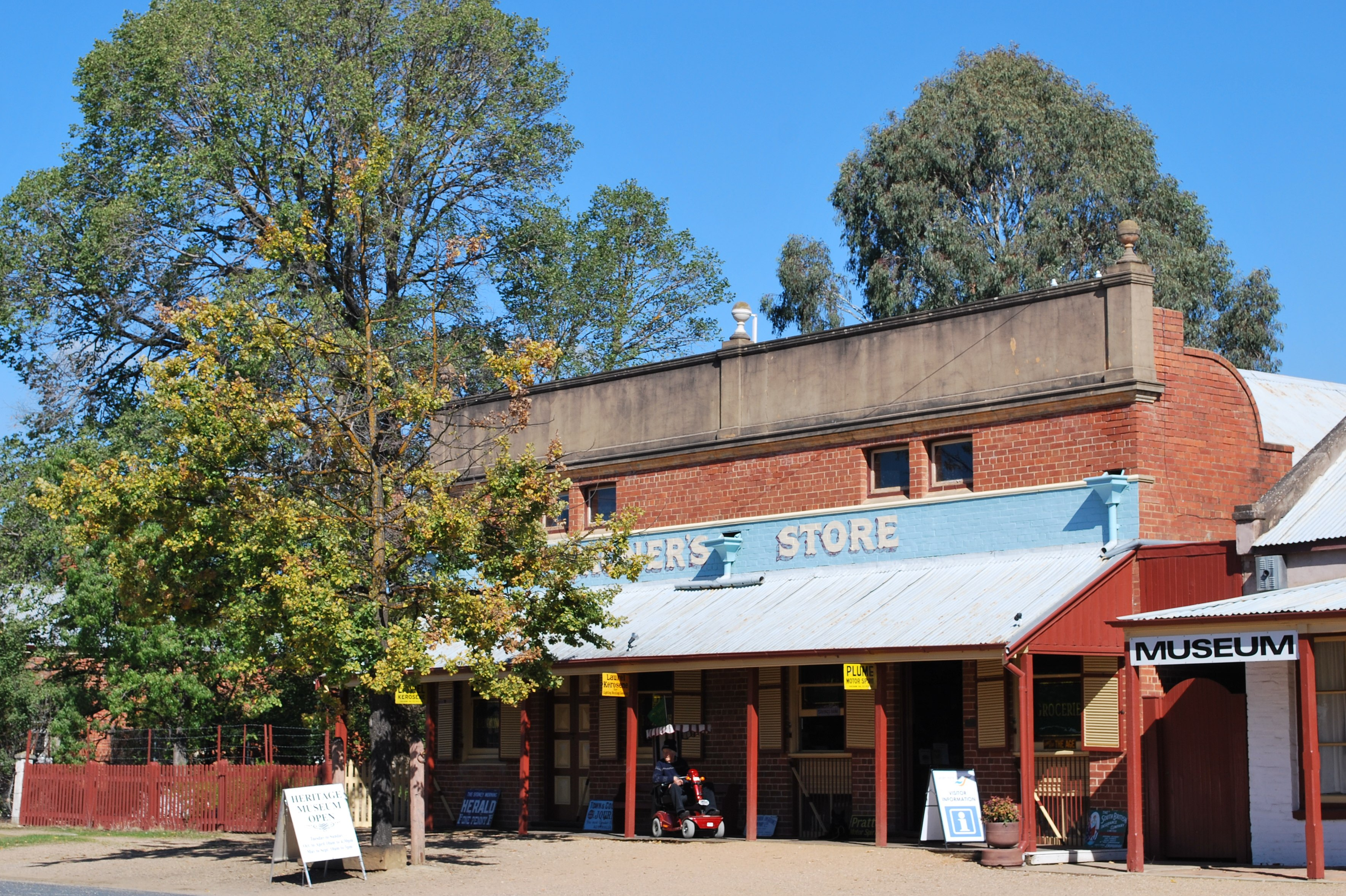
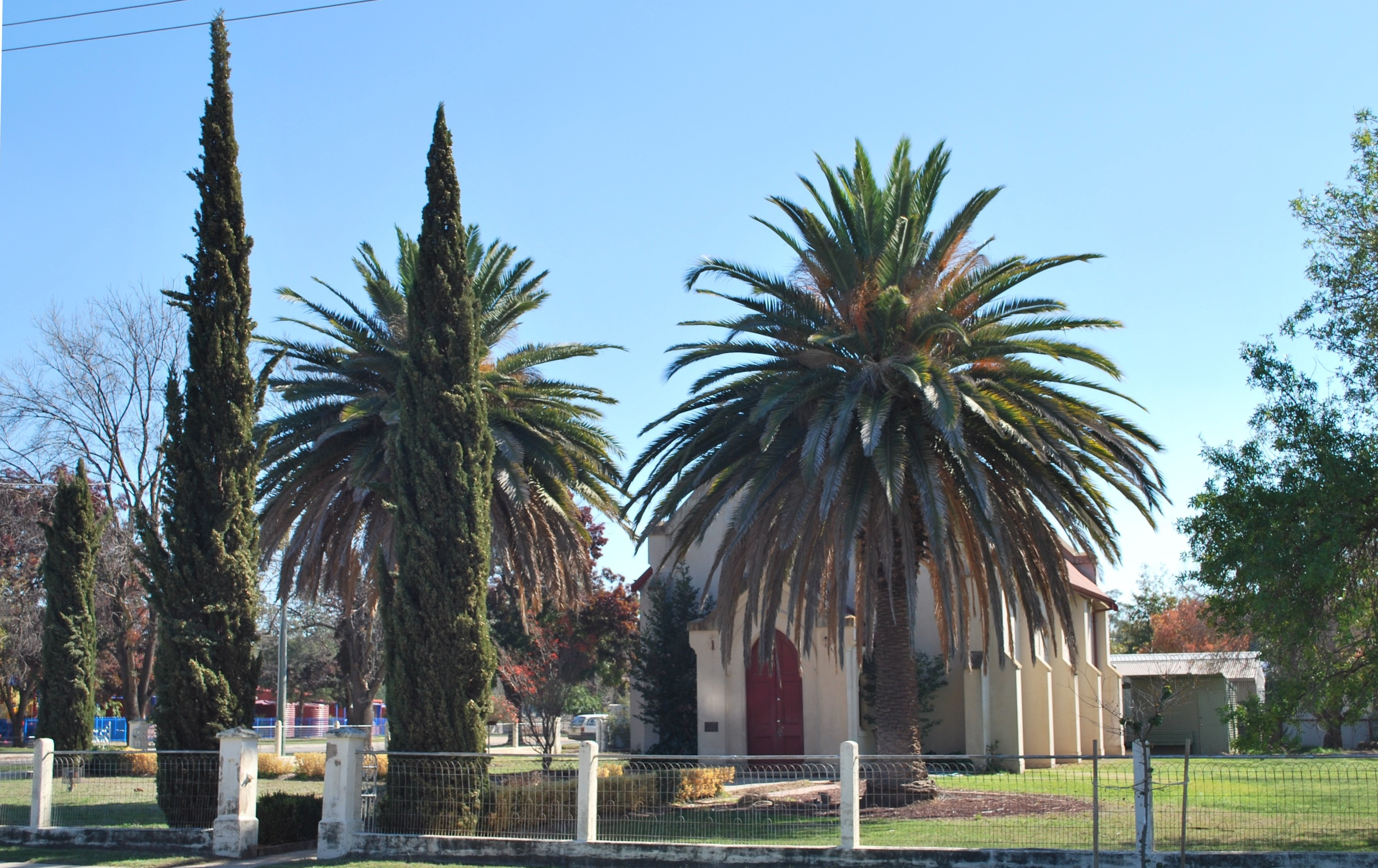
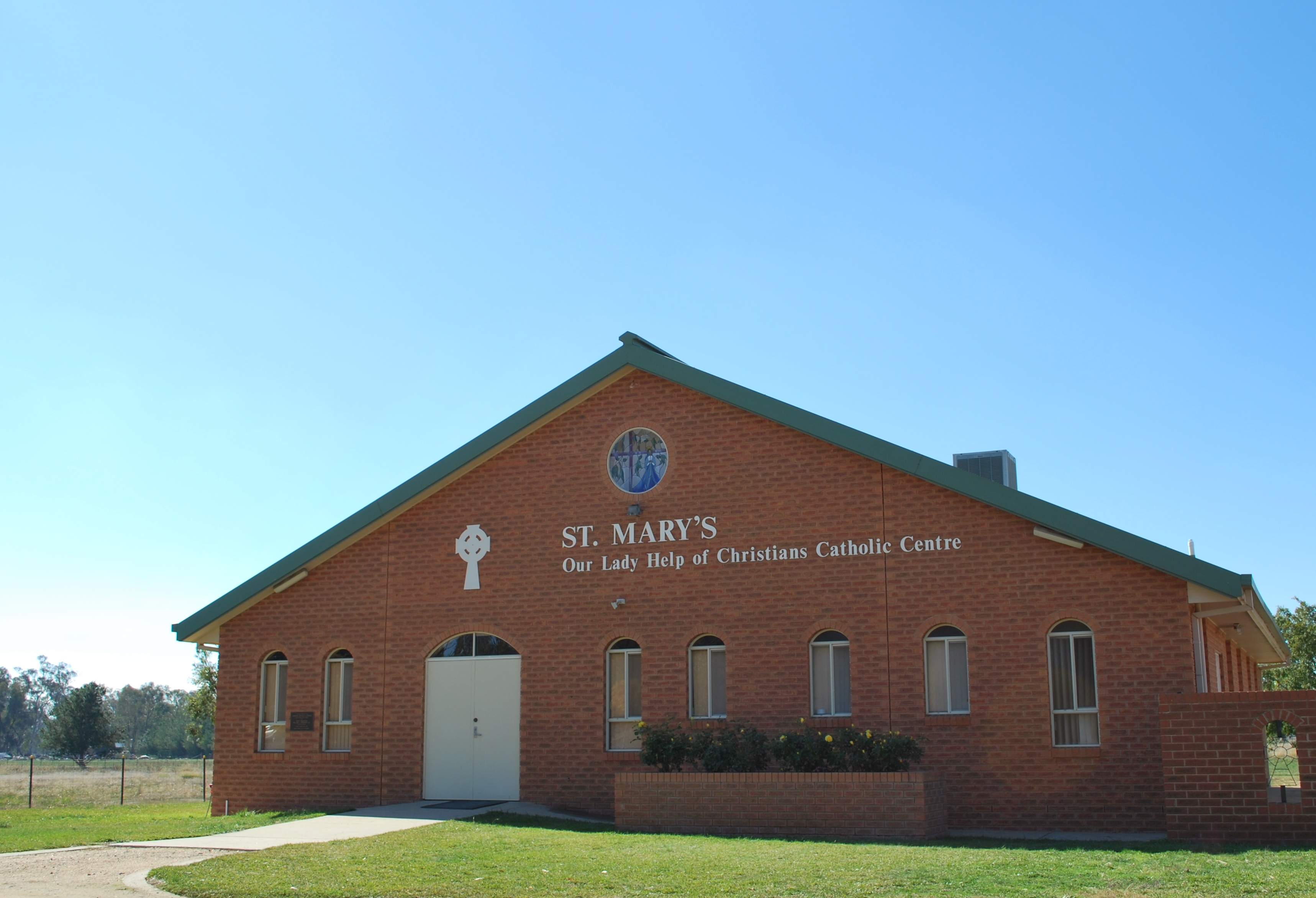